# ソフトウェアデザイン
Software Design（ソフトウェア デザイン）は、技術評論社から出版されている日本語による月刊のパソコン雑誌である。主にPCやPCサーバに用いられるソフトウェアに関する新たな技術情報や商品情報を扱い、プロフェッショナルやセミプロ、ハイエンド・アマチュアのプログラミング・エンジニアなどを主な読者としている。
インターネットのサーバ側でのコンピュータ・プログラミングといったコンピュータ・ネットワークに関する技術記事が比較的多く、UNIX/Linuxを用いたWebサービスなどのコンピュータ・ソフトウェア技術を扱うことが多い。郵送による定期購読と一般書店での販売を行っている。

## 歴史
本誌の前身であった月刊誌「プロセッサ」は組込み機器のコントローラといったハードウェアを主体に扱っていたが、1990年11月号からパソコンまたはワークステーションによるソフトウェア開発のテクニカル情報誌としてリニューアルされた。「ワンランク上を目指す人」をターゲットに英語が主体のマニュアル等を日本語でわかりやすく解説する、というのが最初のコンセプトであった。「OOPの時代がやってきた！」というタイトルの創刊号が出版された1990年11月という時期は、半年前の5月に英語版のMicrosoft Windows 3.0がリリースされており、日本でも従来のMS-DOSなどの文字を主体としたコンピュータ操作環境から、グラフィカルユーザインタフェースを利用した新時代の展望が開けた時期であった。
1991年は、全体的にC言語が繰り返し取り上げられた。
1992年8月号では「Internetをはじめよう」を掲載。学会系の雑誌を除くコンピュータ雑誌では初めてインターネットを紹介した。
1994年1月号ではイーサネットとLANが普及してきたことに対応して、誌面をリニューアルした。インターネットの話題が中心となり、商用ISPも扱った。8月号と9月号の連載で「インターネット入門」を掲載した。
1995年の7月号から3号連続でSambaの記事を連載した。
1996年2月号では90ページを使ってLinuxを紹介した。